# Václav Blín
Václav Blín (* 9. října 1941) je bývalý český fotbalista, brankář.

## Fotbalová kariéra
V československé lize hrál za SONP Kladno, TŽ Třinec a VP Frýdek-Místek. Nastoupil ke 125 ligovým utkáním. Za juniorskou reprezentaci do 23 let nastoupil v 1 utkání. Dorostenecký mistr republiky 1958. V nižších soutěžích hrál i za TJ VŽKG Vítkovice a ZZO Čadca.

## Ligová bilance
| Ročník                                     | Zápasy | Góly | Klub              |
| ------------------------------------------ | ------ | ---- | ----------------- |
| 1. československá fotbalová liga 1962/1963 | 15     | 0    | SONP Kladno       |
| 1. československá fotbalová liga 1963/1964 | 25     | 0    | SONP Kladno       |
| 1. československá fotbalová liga 1964/1965 | 21     | 0    | SONP Kladno       |
| 1. československá fotbalová liga 1970/1971 | 25     | 0    | TŽ Třinec         |
| 1. československá fotbalová liga 1971/1972 | 24     | 0    | TŽ Třinec         |
| 2. československá fotbalová liga 1972/1973 | -      | -    | TJ VŽKG Vítkovice |
| 1. československá fotbalová liga 1976/1977 | 15     | 0    | VP Frýdek-Místek  |
| CELKEM                                     | 125    | 0    |                   |